# Geosesarma ternatense
Geosesarma ternatense is een krabbensoort uit de familie van de Sesarmidae. De wetenschappelijke naam van de soort is voor het eerst geldig gepubliceerd in 1968 door Serène.